# لوکا زانتی
لوکا زانتی (انگلیسی: Luca Zanetti؛ زادهٔ ۹ نوامبر ۲۰۰۲) بازیکن فوتبال اهل ایتالیا است.